# Quiosco de golosinas

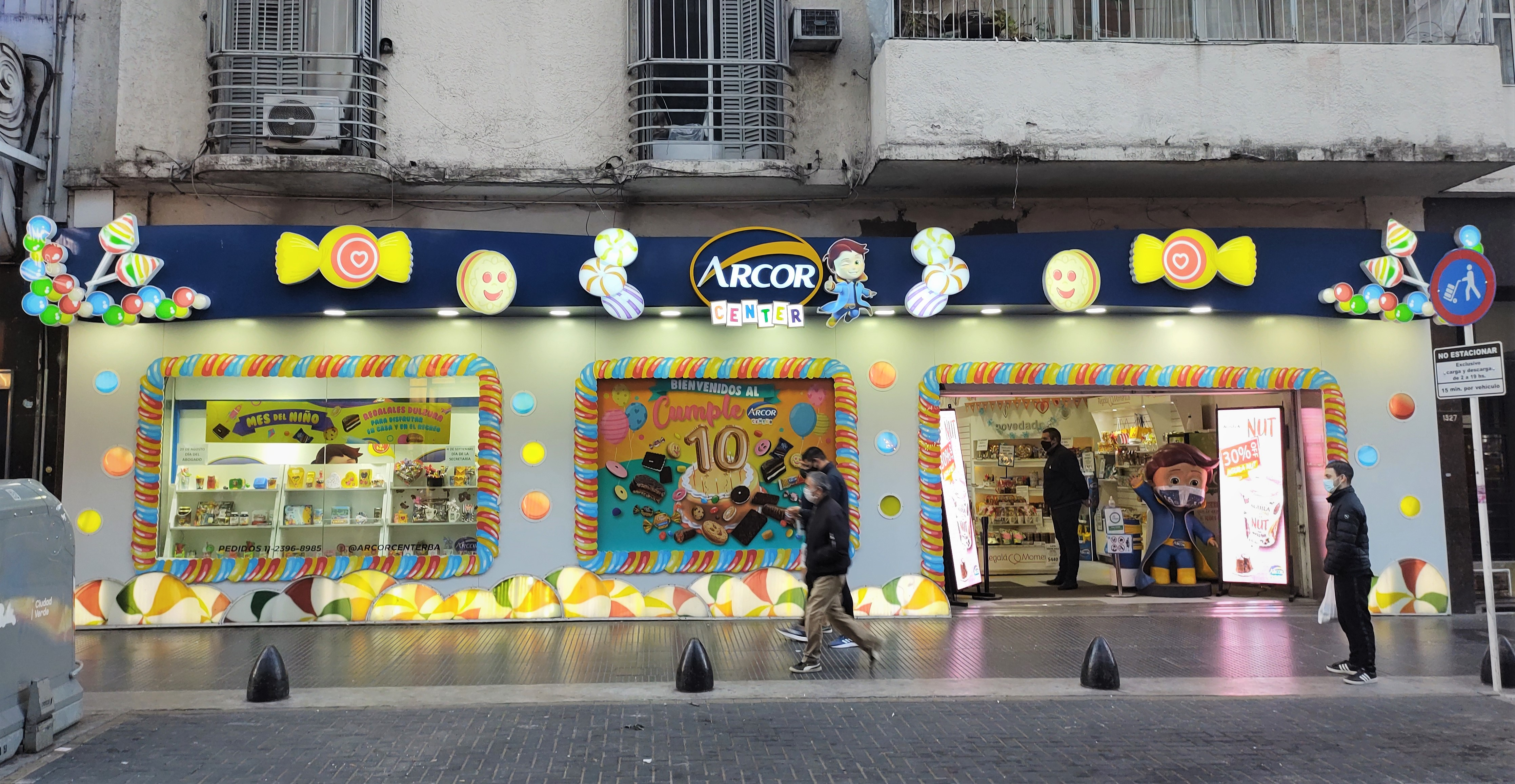
Tienda de caramelos en Buenos Aires.

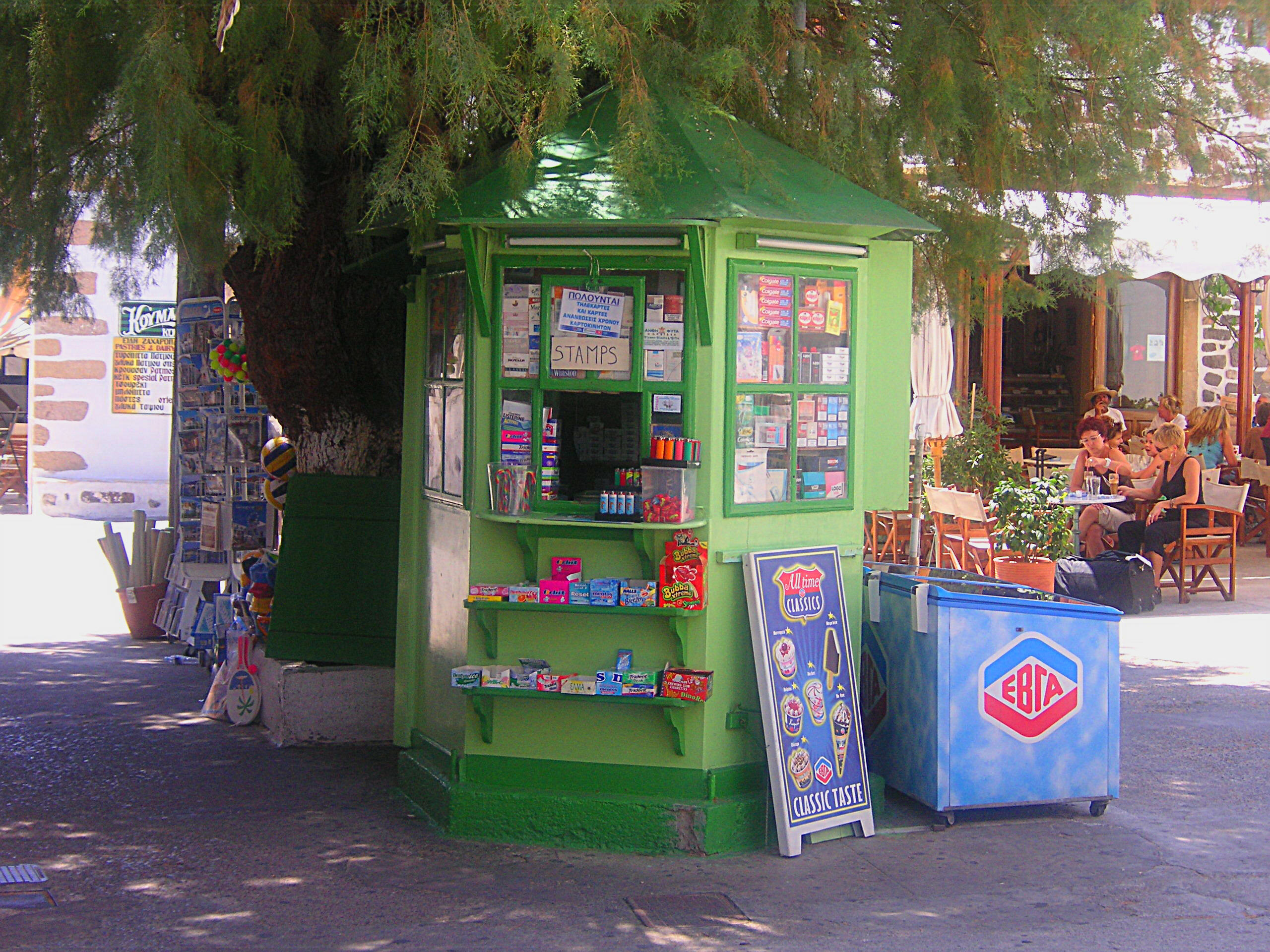
Quiosco comercial en Patmos. Quioscos parecidos existen en muchos países como Grecia y México.

Un quiosco de golosinas, denominado en general quiosco o kiosco (Del fr. kiosque, este del turco kösk, este del persa košk, y este del pelvi košk, pabellón) es un local comercial de tamaño reducido en el que se venden todo tipo de golosinas y dulces (alfajores, chocolates, chocolatines, caramelos, pastillas, helados de palito, chicles), gaseosas, jugos, cigarrillos, galletitas, álbumes de figuritas, paquetes de azúcar, yerba mate, fósforos, encendedores, artículos de papelería, preservativos, etc.
En la Argentina, este tipo de quioscos son muy comunes y puede encontrárselos a muy poca distancia entre sí, pudiendo estar incluso en la habitación de una casa con una ventana que da a la vía pública. Los quioscos ubicados en habitaciones de casas de familia fueron el origen de los quioscos de golosinas en la Argentina, y si bien aún existe una cantidad considerable de quioscos de este tipo, una gran parte de los mismos han ido siendo  reemplazados gradualmente por maxiquioscos o cadenas de quioscos.
El modelo del maxiquiosco argentino, en el cual pueden encontrarse productos muy diversos, ha sido exportado a España por una cadena llamada Kioscocity, que tuvo dificultades al comenzar con su actividad ya que al comercializar productos de diferente tipo, había muchas normas que se cruzaban con otras.
En otros países (como por ejemplo Venezuela) este tipo de establecimientos están fusionados con los quioscos de prensa donde también se expenden periódicos y revistas y en muchos casos también funcionan como agencias de loterías y apuestas tipo Parley, así como poseer equipos tecnológicos para recargar saldo a los teléfonos móviles (anteriormente se vendían tarjetas prepagadas con código a tal efecto, pero han desaparecido debido a la escasez de material para fabricarlas). No obstante la crisis económica imperante en este país los ha puesto en jaque.